# Albin Kitzinger
Albin Kitzinger (ur. 11 lutego 1912 w Schweinfurcie, zm. 6 sierpnia 1970) – niemiecki piłkarz grający na pozycji pomocnika. Uczestnik mistrzostw świata 1938. Przez całą karierę związany z 1. FC Schweinfurt 05.
W reprezentacji Niemiec zagrał 44 razy.